# Oelde
Œlde est une ville allemande de la région de Münster, en Rhénanie-du-Nord-Westphalie.

## Histoire
| Appartenances historiques Principauté épiscopale de Münster 1180-1802 Royaume de Prusse 1802-1806 Grand-duché de Berg 1806-1814 Royaume de Prusse (Province de Westphalie) 1815-1918 République de Weimar 1918-1933 Reich allemand 1933-1945 Allemagne occupée 1945-1949 Allemagne 1949-présent |

La ville d’Œlde apparaît pour la première fois dans les actes fondateurs de l’abbaye de Werden écrits vers 890, sous le nom d’« Ulithi im Dreingau ». 
En 1457 la ville est détruite par un incendie. Reconstruite, elle compte de nouveau 750 bourgeois dès 1498, mais connaîtra encore deux incendies, l'un en 1605 (qui détruit 18 maisons et granges, ainsi que l'hôtel de ville) ; l'autre en 1800, qui ruine un tiers des maisons. 
En 1804, Œlde obtient sa charte communale. Elle est reliée à la ligne Minden-Cologne des chemins de fer prussiens en 1847, et connaît ainsi une rapide industrialisation. En 1880, une anecdote à la Courteline, le « pet d'Œlde » (Oelder Wind) fait le tour du monde. 
La communauté juive s'est épanouie entre le milieu du XVIIe siècle et 1938. Cette année-là, le nouveau maire écrivit à la Gestapo de « nettoyer » Œlde (judenrein zu machen) et de déporter les récalcitrants.
Dans le cadre des grands chantiers du Troisième Reich, la ville obtient en 1939 avec le chantier de l'Autobahn 2 sa propre rocade. 
La ville a accueilli de nombreuses célébrités dans les années 1950 et 1960 : les présidents fédéraux Heuss et Lübke invitaient volontiers leurs hôtes à des parties de chasse en forêt de Niederwild, dans la réserve de chasse présidentielle de Geisterholz. Ces « chasses de diplomates » (Diplomatenjagd) faisaient les gorges chaudes, et Reinhard Mey les a bien finement raillées dans l’une de ses chansons.
Œlde a accueilli en 2001 l'une des plus importantes floralies jamais organisée en Westphalie avec plus de 2,2 millions de visiteurs. Depuis, le jardin de la ville, inclus dans le parc de l'exposition et embelli pour l'occasion, est exploité commercialement sous la raison sociale « Parc des Quatre-Saisons » (Vier-Jahreszeiten-Park).

## Personnalités liées à la ville
- Jodocus Donatus Hubertus Temme (1798-1881), homme politique né à Lette.
- Theobald von Oer (1807-1885), peintre né à Stromberg.
- Aenne Brauksiepe (1912-1997), femme politique morte à Oelde.